# غوراتيل
غوراتيل (بالفرنسية: Gora Tall)‏ (20 مايو 1985 في السنغال - ) هو لاعب كرة قدم سنغالي في مركز الدفاع. لعب مع نادي ستيوا بوخارست وديسبورتيفو تروفينسي ونادي أسدود ونادي غوندومار وASEC Ndiambour ‏ وAEP Paphos FC ‏ وAPOP Kinyras FC ‏ وS.L. Nelas ‏ وأثنيكس أشنة ‏.

## وصلات خارجية
- غوراتيل على موقع قاعدة بيانات كرة القدم.إي يو (الإنجليزية)
- غوراتيل على موقع Soccerway.com (الإنجليزية)